# Banzai Pipeline

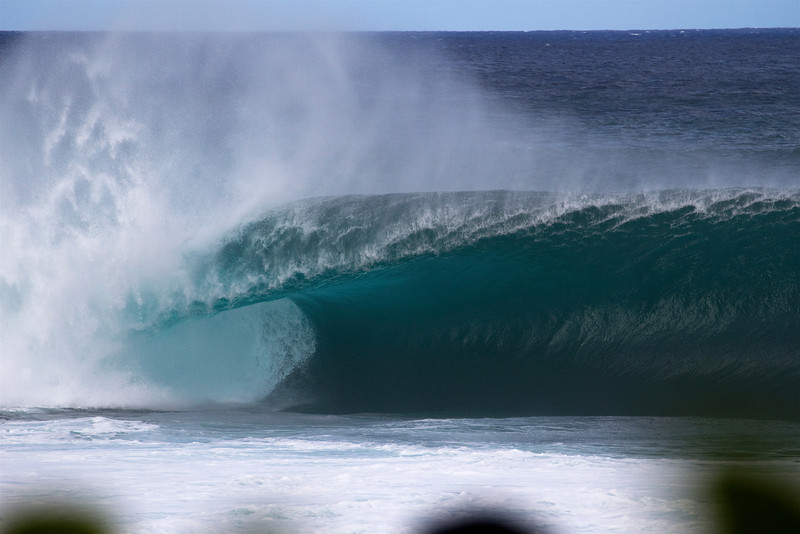
De zogenaamde "Tube"

De Banzai Pipeline is een surflocatie aan de noordkust van het Hawaïaanse eiland Oahu.
Voor de kust liggen drie rotsachtige, gevaarlijke riffen achter elkaar die hoge golven veroorzaken en die onder de juiste weersomstandigheden ronde buisvormige golven vormen waar de surfers op kunnen tube riden. Banzai Pipeline wordt daarom gezien als een van de beste surflocaties ter wereld. De golven kunnen een hoogte van elf meter bereiken. Dit in combinatie met de onderliggende riffen, met vele puntige rotsen, maakt het ook tot een gevaarlijke locatie, ook voor professionele surfers. Onder andere Malik Joyeux is op de Pipeline gestorven.
De locatie is gewild en heeft een vaste gemeenschap van surfers waar niet zomaar tussen is te komen. Nieuwelingen kost het de nodige moeite om toegang te krijgen tot de Pipeline. Elk jaar worden op deze locatie surfcompetities gehouden.